# Gondwana (Indien)

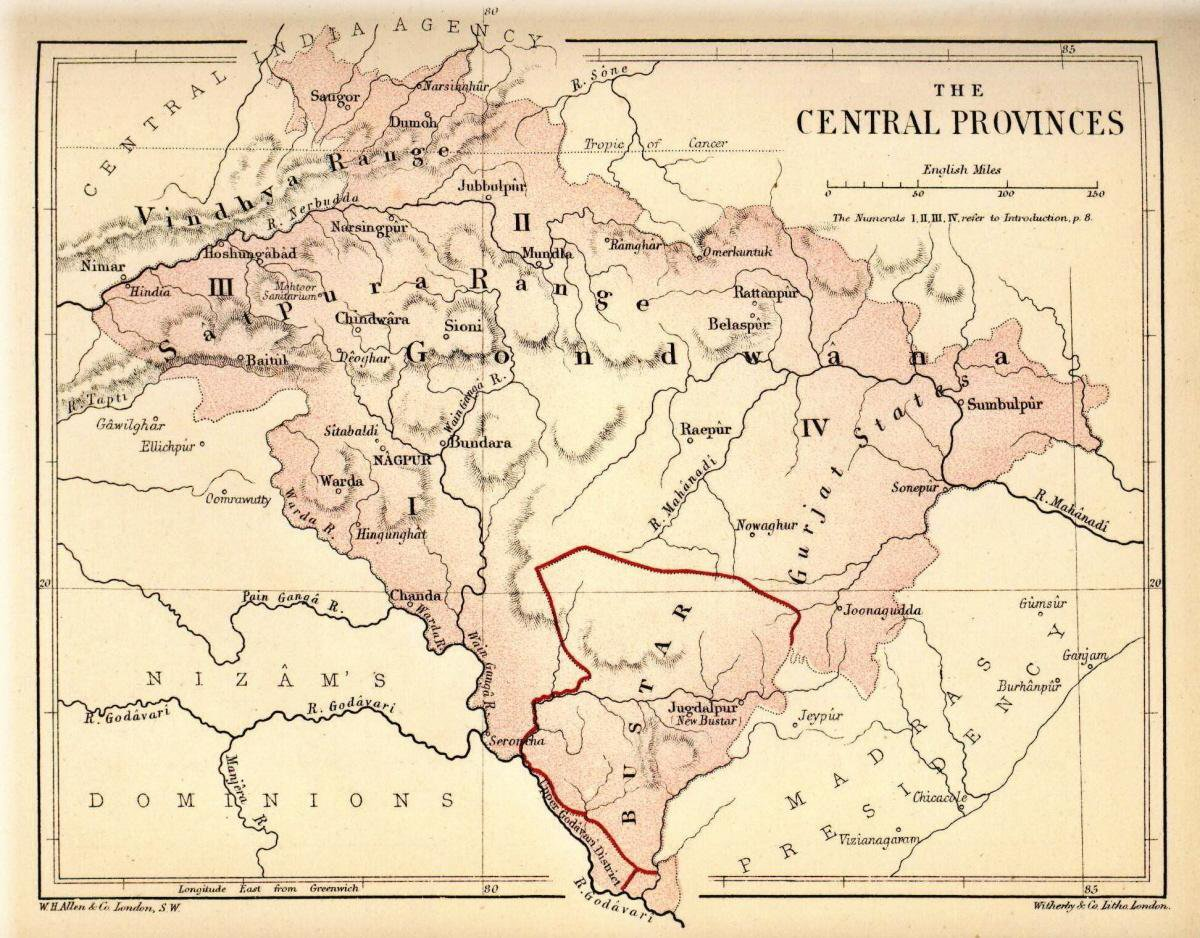
Gondwana på karta över Centralprovinserna från 1880.

Gondwana är ett område i centrala Indien. Det omfattar delstaterna Madhya Pradesh, Andhra Pradesh och Maharashtra samt är hembygd för gondfolket. Från medeltiden och fram till 1700-talet regerade olika lokala dynastier.

### Fotnoter
1. ↑  ”Gondwana”. Kristianstadsbladet. 7 augusti 2005. Arkiverad från originalet den 3 september 2014. https://web.archive.org/web/20140903082735/http://www.kristianstadsbladet.se/kultur/article1119454/Andersson-Lars-Vaumlgen-till-Gondwana.html. Läst 31 augusti 2014.